# Cambarellus chihuahuae
Cambarellus chihuahuae är en kräftdjursart som beskrevs av Hobbs 1980. Cambarellus chihuahuae ingår i släktet Cambarellus och familjen Cambaridae. IUCN kategoriserar arten globalt som utdöd. Inga underarter finns listade i Catalogue of Life.